# Siccia commota
Siccia commota är en fjärilsart som beskrevs av Van Eecke 1927. Siccia commota ingår i släktet Siccia och familjen björnspinnare. Inga underarter finns listade i Catalogue of Life.